# Landkreis Oberallgäu
Landkreis Oberallgäu er den sydligste landkreis i Tysklands og hører til det bayerske Regierungsbezirk Schwaben. Nabolandkreise er mod nord Landkreis Unterallgäu, mod øst  Landkreis Ostallgäu, mod syd de Østrigske delstater Tyrol og Vorarlberg og mod vest Landkreis Lindau (Bodensee) og den Baden-Württembergske Landkreis Ravensburg. Den  kreisfri by Kempten im Allgäu ligger som en enklave i den nordlige del af kreisen.

## Geografi
Landkreis Oberallgäu omfatter både alpine   områder og de lavere bakkede forlande. Det højeste bjerg er Hochfrottspitze der er 2.649 meter højt. Den kendeste slugt er Breitachklamm, som floden Breitach løber gennem. Den har sit udspring i nabolandet Østrig og nå ved Walserschanze Tysklands område, og løber videre mod nord. Ca 2 km nord for  Oberstdorf danner den sammen med floderne Stillach og Trettach floden Iller, der fortsætter i nordlig retning, og løber gennem hele kreisområdet, til den ved Altusried løber videre mod Memmingen og forlader landkreisen.

## Byer og kommuner
Kreisen havde 155362  indbyggere pr.  2018-12-31

| Byer 1. Immenstadt im Allgäu (14271) 2. Sonthofen (21541) Købstæder (markt) 1. Altusried (10086) 2. Bad Hindelang (5168) 3. Buchenberg (4150) 4. Dietmannsried (8175) 5. Oberstaufen (7770) 6. Oberstdorf (9707) 7. Sulzberg (4953) 8. Weitnau (5334) 9. Wertach (2426) 10. Wiggensbach (5044) Verwaltungsgemeinschafte 1. Hörnergruppe med hjemsted i Fischen i.Allgäu (Kommunerne Balderschwang, Bolsterlang, Fischen i.Allgäu, Obermaiselstein og Ofterschwang) 2. Weitnau (Markt Weitnau og Gemeinde Missen-Wilhams) | Kommuner 1. Balderschwang (353) 2. Betzigau (2926) 3. Blaichach (5811) 4. Bolsterlang (1126) 5. Burgberg im Allgäu (3256) 6. Durach (7202) 7. Fischen im Allgäu (3197) 8. Haldenwang (3780) 9. Lauben (3478) 10. Missen-Wilhams (1454) 11. Obermaiselstein (970) 12. Ofterschwang (2090) 13. Oy-Mittelberg (4715) 14. Rettenberg (4437) 15. Waltenhofen (9340) 16. Wildpoldsried (2602) Kommunefri område 1. Kempter Wald (12,03 km²) |